# Floor Oussoren
Floor Oussoren (Hoogland, 4 februari 2003) is een voetbalspeelster uit Nederland. Ze speelt als doelverdediger voor NAC Breda.

## Clubcarrière
Floor Oussoren begon als keepster bij VV Hoogland. In 2020 stapte ze over naar Telstar. In Velsen-Zuid speelde Oussoren in jeugdelftallen.
In de zomer van 2023 stapte Oussoren over naar Excelsior Rotterdam.
In Rotterdam fungeerde Oussoren als derde keepster achter Isa Pothof en Nikki de Haan. Samen met laatstgenoemde stapte ze in de zomer van 2024 over naar het nieuw opgerichte NAC Breda waarvoor ze zal uitkomen in de Vrouwen Eerste divisie.

## Statistieken
| Seizoen   | Club                | Land      | Competitie     | Wedstrijden | Doelpunten |
| --------- | ------------------- | --------- | -------------- | ----------- | ---------- |
| 2023/2024 | Excelsior Rotterdam | Nederland | Eredivisie     | 0           | 0          |
| 2024/2025 | NAC Breda           | Nederland | Eerste divisie | 0           | 0          |
| Totaal    | Totaal              | Totaal    | Totaal         | 0           | 0          |

Laatste update: 18 juni 2024

## Interlandcarrière
Floor Oussoren is jeugdinternational geweest van Nederland onder 17.
1 De Haan ·
2 Heshof ·
3 Van den Burg ·
4 Verhoef ·
5 F. Mol ·
6 Heijblom ·
7 Promes ·
8 Aurélio ·
9 Franken ·
10 Laamouz ·
11 Schneijderberg ·
12 Nguyen ·
14 Hendriks ·
15 Fertoute ·
16 Oussoren ·
17 De Blij ·
18 Meerding ·
19 Tabi ·
19 Warps ·
20 Versluijs ·
21 Cober ·
22 L. Mol ·
23 Van der Meulen ·
24 Goutier ·
25 Yetim ·
26 Zieleman ·
Coach: Mank